# كيفين روث
كيفن روث (بالإنجليزية: Kevin Roth)‏ (ولد في 1957 في سان دييغو، بكاليفورنيا). هو مغني فلكلوري أميركي يعزف على السنطور، أصدر اثنين وثلاثين ألبوما. من أحدث إصداراته إسطوانة بعنوان (بين الملاحظات). قام بالغناء في البيت الأبيض أمام جيمي كارتر وبيل كلينتون.
روث يعيش مع كريس فيتزباتريك في هوليوود بفلوريدا.
قام بأداء الأغنية الرئيسية لبرنامج الأطفال محطة الوقت المشرق (Shining Time Station) في التسعينات من إنتاج محطة بي بي إس (Public Broadcasting Service).

## الألبومات
- 1975 : كيفن روث يغني ويلعب السنطور
- 1976 : فليرشدني أحدهم
- 1976 : الجانب الآخر من الجبل
- 1977 : الألبوم الموسيقي لسنطور الجبل
- 1978 : الكلمات القليلة الأولي : الألبوم الموسيقي لسنطور الجبل - الجزء الثاني
- 1979 : ألبوم دروس السنطور
- 1980 : رياح جديدة
- 1981 : الرياح الحية التي تتنفس
- 1981 : النساء
- 1982 : رجل السنطور
- 1982 : الأوقات الهادئة
- 1983 : لا تنتظرني وأغاني العقد الأول

### روث وأولا بيلي رييد
- 1976 : مرثيتي : وثائقي في الأغنية والشعر الغنائي
- 1978 : كل شئ في ليلة واحدة

## وصلات خارجية
- كيفين روث على موقع IMDb (الإنجليزية)
- كيفين روث على موقع ميوزك برينز (الإنجليزية)
- كيفين روث على موقع ديسكوغز (الإنجليزية)
- الموقع الرسمي
- روث على موقع شركة التسجيلات (Folkways Records)